# Julia Fons
Julia Fons de Checa (Sevilla, 27 de agosto de 1882-Madrid, 4 de enero de 1973) fue una cantante de zarzuela española.

## Biografía

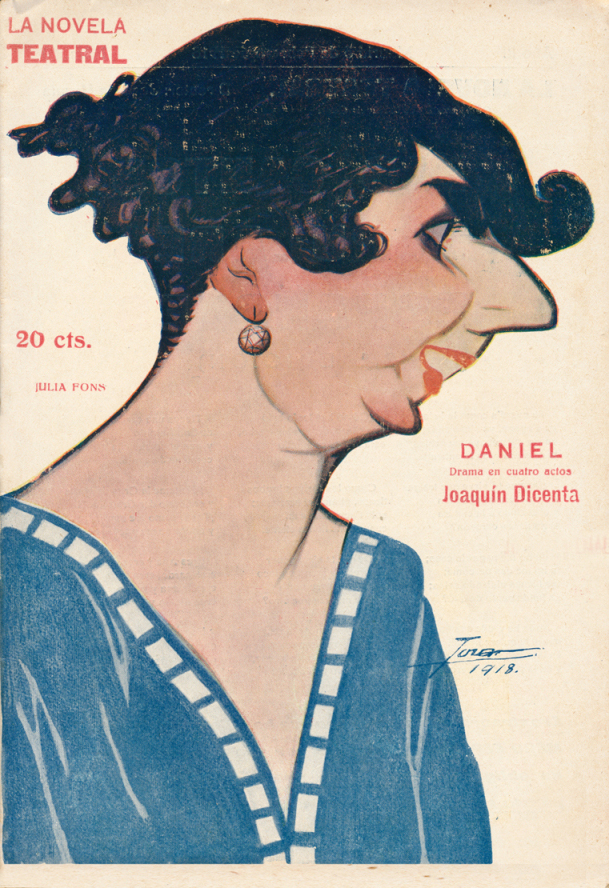
Caricaturizada por Tovar (1918)

Nació en Sevilla el 27 de agosto de 1882. Con voz de tiple, se trasladó a Madrid a la edad de ocho años[cita requerida]. Su máximo esplendor artístico coincidió con el primer cuarto del siglo XX, época en que el género chico, la opereta y el cuplé vivieron su máximo apogeo. Fons cultivó estos géneros. 
En 1903 se integró en la compañía de Casimiro Ortas y llegó a convertirse en la máxima estrella del Teatro Eslava de Madrid.
El título que mayor repercusión tuvo en su carrera fue la célebre La corte de Faraón, que estrenó en el Eslava de Madrid el 21 de enero de 1910. Sin embargo, también brilló en obras como La alegre Doña Juanita, La gatita blanca (1905), La alegre trompetería (1907),  El Conde de Luxemburgo (1910), El arte de ser bonita, Certamen nacional, La mujer divorciada, Los húsares del Kaiser, etc.
Con el declive del género, Julia Fons se retiró de los escenarios en 1927, tras el estreno de Las castigadoras en Barcelona.